# Werner Greuter
Werner Greuter (Genua (Italië), 27 februari 1938) is een Zwitserse botanicus.
Hij volgde een opleiding aan de Universität Zürich waar hij in 1972 promoveerde. Tussen 1965 en 1978 was hij actief als conservator aan de Conservatoire et Jardin botaniques de la Ville de Genève. Tussen 1972 en 1974 was hij ook nog wetenschappelijk directeur van het natuurhistorisch museum in Kifisia (Griekenland). In 1975 verkreeg hij zijn habilitatie aan de Université de Genève. Tussen 1978 en 2008 was hij eerste directeur van Botanischer Garten und Botanisches Museum Berlin-Dahlem. Vanaf 2008 is hij emeritushoogleraar aan de Freie Universität Berlin.
In 1974 was hij de oprichter van de Organization for the Phyto-Taxonomic Investigation of the Mediterranean Area (OPTIMA), die zich richt op de plantkunde in het Middellands Zeegebied. Hij was de drijvende kracht achter de Med-Checklist, een inventarisatie van de vaatplanten van het Middellandse Zeegebied. Ter ere van het driehonderdjarig bestaan van de botanische tuin in Berlijn organiseerde hij in 1978 een internationale bijeenkomst. In 1987 werd het veertiende Internationaal Botanisch Congres in de botanische tuin georganiseerd. In 1988 was hij een van de oprichters van Flora Hellenica, een beschrijving van de Griekse flora. Ook richtte hij de aandacht op Flora of Cuba, een beschrijving van alle planten die op Cuba voorkomen. In 1995 werd de botanische tuin een onderzoeksafdeling van de Freie Universität Berlin.
Greuter houdt zich bezig met onderzoek op het gebied van de taxonomie en de biogeografie van vaatplanten uit gebieden met een mediterraan klimaat (vooral Griekenland en de Caraïben). Plantenfamilies die zijn speciale interesse hebben, zijn Compositae, Caryophyllaceae en Turneraceae.
Greuter is lid van meerdere wetenschappelijke organisaties, waaronder de Linnean Society of London en de Deutsche Botanische Gesellschaft. Hij is (mede)auteur van artikelen in wetenschappelijke tijdschriften als Botanical Journal of the Linnean Society en Willdenowia. Hij is (mede)auteur van meer dan 1700 botanische namen, waaronder Phoenix theophrasti.